# Jaime Spengler

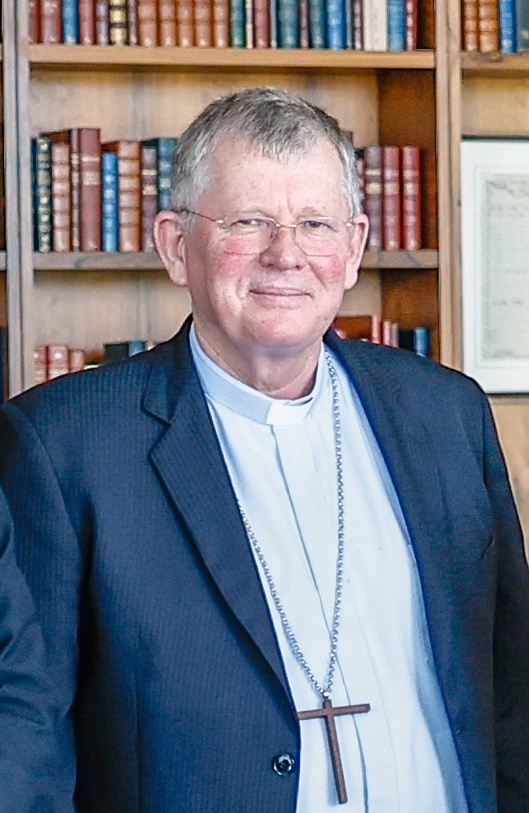
Jaime Spengler (2023)

Kardinalswappen von Jaime Spengler

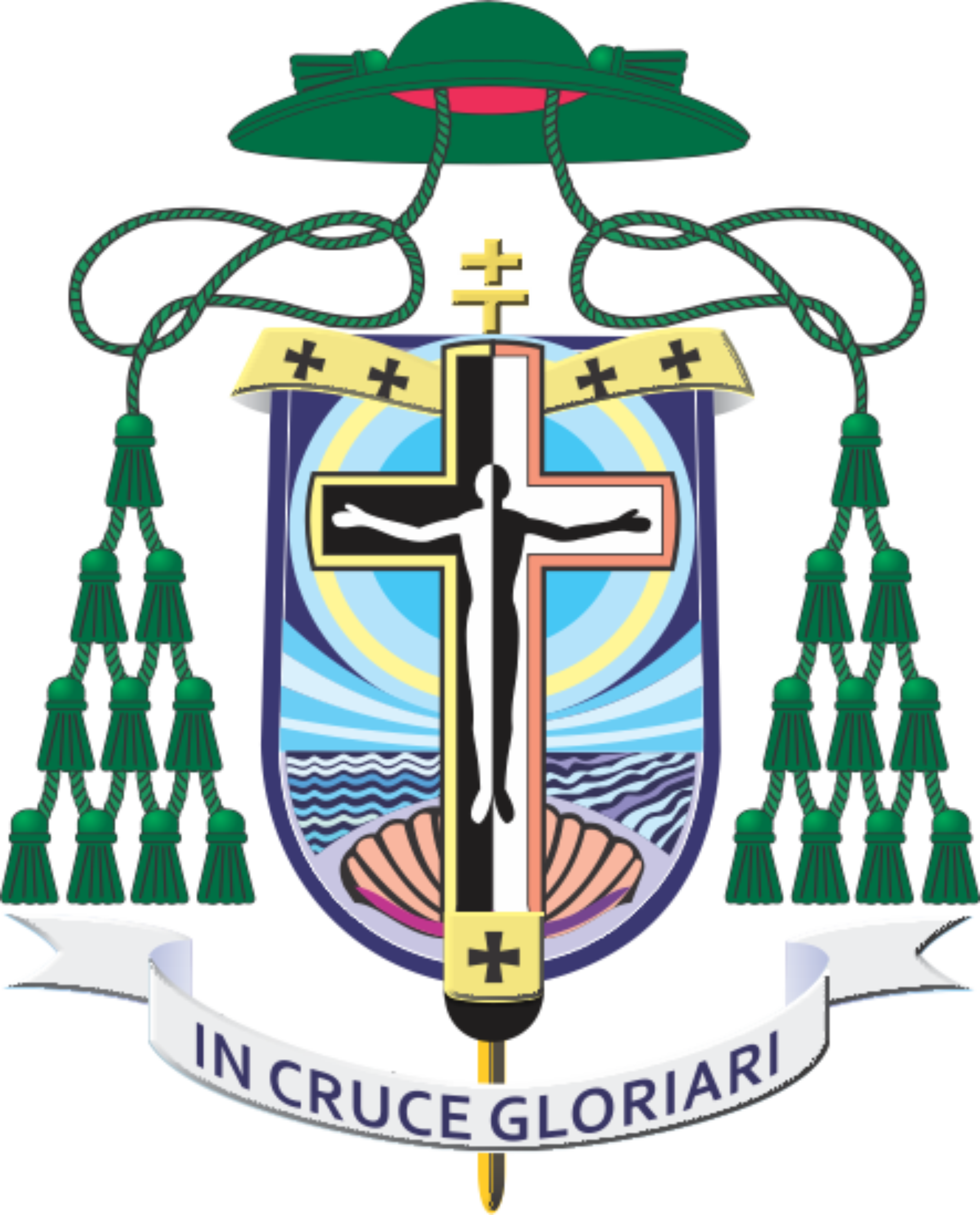
Erzbischofswappen von Jaime Spengler

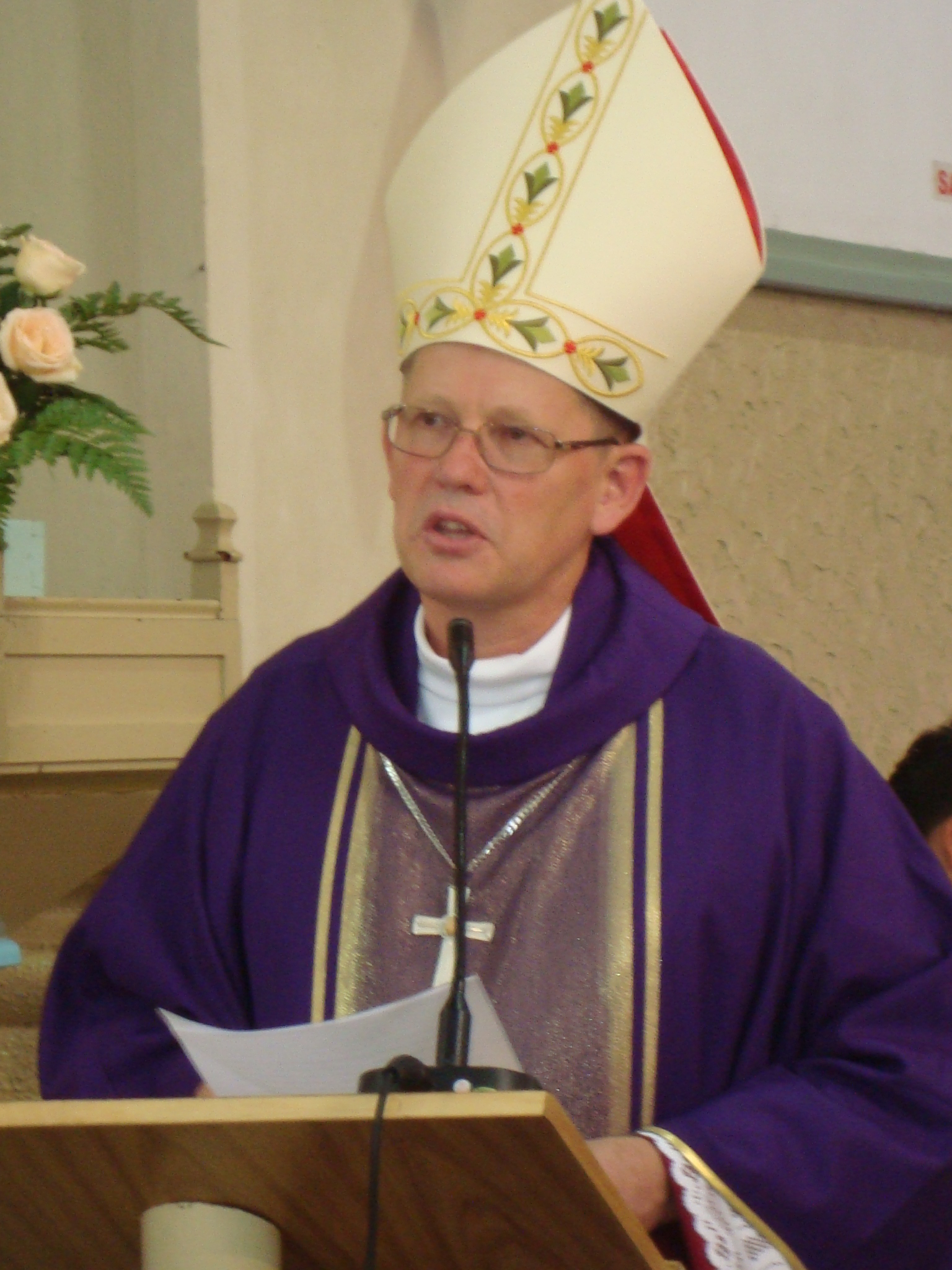
Jaime Spengler (2011)

Jaime Kardinal Spengler OFM (* 6. September 1960 in Gaspar, Santa Catarina) ist ein brasilianischer Ordensgeistlicher und römisch-katholischer Erzbischof von Porto Alegre. 2023 wurde er zum Präsidenten der brasilianischen Bischofskonferenz (CNBB) sowie zum Präsidenten des Lateinamerikanischen Bischofsrates (CELAM) gewählt.

## Leben
Jaime Spengler trat der Ordensgemeinschaft der Franziskaner bei und absolvierte das Postulat in Guaratinguetá (1981) und das Noviziat in Rodeio (1982). Nachdem er am 20. Januar 1982 die zeitliche Profess abgelegt hatte, studierte er zuerst Philosophie am philosophischen Institut São Boaventura in Campo Largo sowie später Katholische Theologie am theologischen Institut der Franziskaner in Petrópolis (1986–1987) und am theologischen Institut in Jerusalem (1987–1990), an dem er ein Lizenziat im Fach Bibelwissenschaft erwarb. Er legte am 8. Dezember 1985 die ewige Profess ab und empfing am 17. November 1990 in Gaspar durch den Bischof von Teófilo Otoni, Quirino Adolfo Schmitz OFM, das Sakrament der Priesterweihe.
Spengler lehrte nach der Priesterweihe zunächst kurzzeitig am Noviziat der Franziskaner in Rodeio und war für die dortigen Postulanten verantwortlich, bevor er 1991 Professor am Postulat in Guaratinguetá und Pfarrvikar in der dortigen Pfarrei wurde. 1995 wurde er für weiterführende Studien nach Rom entsandt, wo er 1998 an der Päpstlichen Hochschule Antonianum bei José Antonio Merino Abad OFM ein Lizenziat im Fach Philosophie erlangte und im Jahr 2000 bei Ambrogio Nguyen Van Si OFM mit der Arbeit A ordem como estatuto ontológico da existência humana em Pascal („Ordnung als ontologischer Status der menschlichen Existenz bei Pascal“) im Fach Philosophie promoviert wurde. Nach der Rückkehr in seine Heimat lehrte Spengler Philosophie am philosophischen Institut São Boaventura in Campo Largo und fungierte als dessen Vizerektor. Zudem war er von 2000 bis 2003 auch Professor an der Fakultät São Boaventura in Curitiba. Sein Forschungsschwerpunkt war die philosophische Anthropologie. Von 2004 bis 2006 war Spengler Superior der Franziskaner im Erzbistum Curitiba und Pfarrvikar der Pfarrei Senhor Bom Jesus. Zusätzlich wirkte er von 2001 bis 2002 als geistlicher Assistent der Federação Brasileira das Irmãs Concepcionistas. Ab 2007 war Spengler Vizepräsident der Associação Franciscana de Ensino Bom Jesus und Guardian des Franziskanerkonvents in Campo Largo.
Papst Benedikt XVI. ernannte ihn am 10. November 2010 zum Titularbischof von Patara und zum Weihbischof in Porto Alegre. Der Apostolische Nuntius in Brasilien, Erzbischof Lorenzo Baldisseri, spendete ihm am 5. Februar 2011 in der Kirche São Pedro Apóstolo in Gaspar die Bischofsweihe; Mitkonsekratoren waren Dadeus Grings, Erzbischof von Porto Alegre, und Leonardo Ulrich Steiner OFM, Prälat von São Félix. Sein Wahlspruch In cruce gloriari („Sich des Kreuzes rühmen“) stammt aus Gal 6,14 . Als Weihbischof war Spengler zudem Bischofsvikar für die Region Gravataí. In der Brasilianischen Bischofskonferenz gehörte er in dieser Zeit der Kommission für die geweihten Amtsträger und das geweihte Leben an und fungierte als zuständiger Bischof für die Unterkommission für das geweihte Leben. Ferner leitete er die regionale Priesterkommission der Region Sul 3.
Am 18. September 2013 bestellte ihn Papst Franziskus zum Erzbischof von Porto Alegre. Die Amtseinführung erfolgte am 15. November desselben Jahres. Vom 6. Mai 2019 bis zum 24. April 2023 war Spengler zusätzlich Vizepräsident der Brasilianischen Bischofskonferenz und seit 24. April 2023 ist er deren Präsident. Darüber hinaus ist er in der Bischofskonferenz verantwortlich für das Päpstliche Brasilianische Pius-Kolleg in Rom und wirkt als Vizepräsident der Kommission für das Konkordat zwischen dem Staat Brasilien und dem Heiligen Stuhl. Außerdem fungiert er in der Region Sul 3 als verantwortlicher Bischof für die geweihten Amtsträger und das geweihte Leben. Bereits am 1. Juni 2022 berief ihn Papst Franziskus zudem zum Mitglied der Kongregation für den Gottesdienst und die Sakramentenordnung. Im Mai 2023 wählte ihn die VI. Generalkonferenz des lateinamerikanischen Bischofsrates in Puerto Rico überdies zum CELAM-Präsidenten.
Am 7. Dezember 2024 nahm ihn Papst Franziskus als Kardinalpriester in das Kardinalskollegium auf. Als Titelkirche wies ihm der Papst die Kirche San Gregorio Magno alla Magliana Nuova zu. Am 11. Januar 2025 bestätigte der Papst zudem seine Mitgliedschaft im Dikasterium für den Gottesdienst und die Sakramentenordnung und berief ihn zum Mitglied des Dikasteriums für die Glaubenslehre. Die Besitzergreifung seiner Titelkirche fand am 8. Februar 2025 statt. Nach dem Tod von Papst Franziskus nahm Kardinal Spengler am Konklave 2025 teil, das Leo XIV. wählte.
Am 24. Juni 2025 berief ihn Papst Leo XIV. zum Mitglied des Dikasteriums für die Institute geweihten Lebens und für die Gesellschaften apostolischen Lebens.

## Positionen
Im Oktober 2024 sagte Spengler bei einer Pressekonferenz in Rom anlässlich der Weltsynode, die Kirche brauche Offenheit darin, mit der Frage umzugehen, ob verheiratete Männer zu Priestern geweiht werden können, um dem Priestermangel zu begegnen. Die Weltsynode zur Synodalität betrachtet er einem Schreiben an die lateinamerikanischen Bischöfe zufolge als „eine Gelegenheit, die Hauptlinien des Zweiten Vatikanischen Konzils zu retten“; es gehe darum, „die Intuitionen der Konzilsväter weiterzuentwickeln und praktikable Wege zu ihrer Umsetzung zu finden“. Er wies darauf hin, dass Kontroversen „Teil des Prozesses“ seien, sodass man vor ihnen keiner Angst haben müsse.

## Schriften
- A ordem como estatuto ontológico da existência humana em Pascal. Pontificium Athenaeum Antonianum, Rom 2000, OCLC 1203444930.
- Pascal: fé e ciência. In: Scintilla. Revista de Filosofia e Mística Medieval. Band 1, Nr. 2, 2004, S. 33–48 (fae.edu [PDF; 587 kB]).